# Магический глаз

Работа индикатора EM11

Электронно-световой индикатор «магический глаз» — электровакуумный катодолюминесцентный прибор, предназначенный для приблизительного визуального отображения значения аналоговых величин, выраженных в электрической форме.

## Устройство и принцип действия
Индикатор представляет собой комбинированную лампу, состоящую из усиливающей и индицирующей секций. Усиливающая секция имеет триодную структуру. При использовании лампы её включают как усилитель постоянного тока, с таким расчётом, чтобы при появлении на сетке триода отрицательного напряжения в несколько вольт напряжение на аноде уменьшалось на несколько десятков вольт. В ряде случаев, для расширения диапазона изменения показаний индикатора, на сетку управляющей секции подают и положительное напряжение.
С анодом усиливающей секции непосредственно в баллоне лампы соединён отклоняющий электрод индицирующей секции. Этот электрод, в зависимости от напряжения на нём, меняет форму электронного потока, падающего на светящийся анод (так называемый анод кратера), покрытый люминофором, что, в свою очередь, вызывает изменение формы светящегося пятна на нём.
Чем именно будет индицироваться, скажем, точная настройка на станцию — сужением или расширением пятна — решает разработчик аппарата, в который устанавливается индикатор.

## Поколения
Изменение на протяжении двадцатого века требований технической эстетики привело к разработке различных моделей индикаторов типа «магический глаз», которые можно условно поделить на четыре поколения:
1. Приборы первого поколения являются октальными лампами. Анод кратера в таком индикаторе имеет коническую форму, а наблюдение за ним производится через торец баллона. Собственно, именно благодаря индикаторам первого поколения весь класс приборов получил обозначение «магический глаз», поскольку изображение, формируемое на его экране, имеет визуальную схожесть с органом зрения кота. Пятно, изменяющее размеры, является тёмным на светлом фоне. Прямо над центром анода кратера находится колпачок, не пропускающий наружу оранжево-красное излучение нити накала, похожий на зрачок, а в некоторых устройствах, использующих индикаторы первого поколения, на передней панели имеется металлическая или пластмассовая накладка-«веко». Индикаторы всех последующих поколений не напоминают глаз даже отдалённо, но название закрепилось за данным классом приборов навсегда. Классическим примером такого прибора является советская лампа 6Е5С;
2. Индикаторы второго поколения — пальчиковые лампы. Так как в торце баллона такой лампы расположен штенгель, анод кратера пришлось перенести таким образом, что наблюдение за изображением на нём теперь производится через боковую стенку баллона. Форма этого анода изменена и приобрела вид «лопаты». Пятно, изменяющее размеры, является светлым на тёмном фоне. В СССР выпускался лишь один тип такой лампы — 6Е1П;
3. Индикаторы третьего поколения остались пальчиковыми лампами, но люминофор перекочевал непосредственно на боковую стенку баллона. Он нанесён на неё в виде слоя, имеющего форму прямоугольной вертикальной полосы. Индикаторы третьего поколения могут быть одно- и двухканальными. В Советском Союзе такой индикатор носил обозначение 6Е3П;
4. Индикаторы четвёртого поколения — лампы прямого накала, выполненные в сверхминиатюрном баллоне с гибкими выводами. В отличие от индикаторов всех предыдущих поколений, усиливающей секции они не имеют, поскольку обладают чувствительностью, позволяющей обходиться без неё. Также эти индикаторы сравнимы по экономичности с вакуумно-люминесцентными индикаторами, однако, в отличие от последних, всё ещё требуют питания высоким напряжением.

В настоящее время наиболее доступными являются индикаторы второго поколения, наиболее дефицитными — четвёртого.

## Отечественные индикаторы типа «магический глаз»
Несмотря на то, что весь ассортимент отечественных индикаторов типа «магический глаз» с целью унификации представлен всего пятью приборами, он полностью покрывает потребности любителей и промышленности в лампах данного класса. Отечественными «магическими глазами» представлены все четыре поколения этих приборов [1]:
- 6Е5С — индикатор первого поколения (внешний вид и справочный листок);
- 6Е1П — индикатор второго поколения (цоколёвка);
- 6Е2П — двухканальный индикатор третьего поколения (цоколёвка);
- 6Е3П — одноканальный индикатор третьего поколения (цоколёвка);
- 1Е4А — индикатор четвёртого поколения (цоколёвка, описание на 155la3).

## Применение

Универсальный индикатор аналоговых величин, собранный радиолюбителем

Индикаторы настройки радиоприёмников (фактически — индикаторы изменения напряжения на шине АРУ), уровня сигнала в звукотехнике, баланса моста в мостовых измерителях величин, декоративные цели и др.
Одна из несложных современных радиолюбительских конструкций с применением магического глаза — «Универсальный индикатор аналоговых величин». http://radiokot.ru/forum/viewtopic.php?t=24505
В ретро-конструкциях звуковых усилителей подобные индикаторы нередко применяются для визуализации воспроизводимого звука.

## Альтернативные способы управления
Помимо управления электрическим способом, согласно [1], с. 79, «на электронный поток в индикаторе можно воздействовать также внешним полем постоянного магнита или электромагнита; под действием поля постоянного магнита траектория электронного пучка искривляется, а под действием переменного магнитного поля пучок расширяется и сужается с изменением амплитуды тока». На этом необычном способе управления «магическими глазами» могут быть основаны устройства индикации, гальванически развязанные от источника сигнала, несмотря на то, что индикатор питается непосредственно от сети, приспособления для поиска магнитных полей в местах, где их наличие нежелательно, другие оригинальные конструкции. Возможно и комбинированное управление, при котором изменение формы потока электронов производится электрическим способом, а его отклонение в сторону — магнитным.

## Восстановление изношенных индикаторов
У приборов второго поколения анод кратера выполнен из магнитного металла. Если люминофор в центре экрана изношен сильнее, чем по бокам, что обычно и случается, анод следует намагнитить таким образом, чтобы сектор сместился в сторону, и приходился на участок, где люминофор ещё не изношен. А чтобы он не начал изнашиваться и там, ток анода кратера следует ограничить сопротивлением, подобранным таким образом, чтобы яркость свечения экрана была небольшой, но хорошо заметной.

## Магнитный глаз
Этот оригинальный прибор был в своё время выдвинут в качестве альтернативы электровакуумному магическому глазу. Он имитирует изображение, аналогичное формируемому индикатором типа «магический глаз», оптическим способом. Такой «глаз» питается низким напряжением, позволяет получить любой цвет и может быть изготовлен в условиях мастерской, не располагающей вакуумным оборудованием. Предложено несколько вариантов прибора данного типа. Несмотря на указанные преимущества, распространения магнитный глаз не получил.
http://www.jogis-roehrenbude.de/Roehren-Geschichtliches/Mag_Augen/Magnetauge.htm